# 秀策流
秀策流佈局，也稱135佈局，是日本的一個圍棋流派，大約產生在日本江戶時代晚期，其代表人物為本因坊秀策，重視實利和求堅實反擊是秀策流的特色，其布局拿黑子時先佔角下小目待對手以小飛掛角時，不予理會而再佔一個小目，之後對手佔角則再下剩一個角的小目，如此在第1、3、5手可以取得三個小目的有利情勢，除了這種布局方式之外，在對手小飛掛角之後以小尖回應（又稱作秀策的尖）也是秀策流的一個特色。
秀策在當時以這樣的布局方式作戰，達成持黑子從無敗績（但當時沒有貼目的制度所以先著的黑子是佔優勢的），使得這種作戰方式成為19世紀的主流，到20世紀因貼目制度的出現，使得一般認為秀策流的下法稍嫌堅實，速度較慢，因此不再成為主流，但其中許多下法仍然不時出現於棋局之中。
後世的評論是「如果是沒貼目的棋，黑棋要照秀策的下法，白棋則要照秀榮的下法，讓子棋則非學秀哉下法不可。」